# 敏祿
敏祿為中國清朝武官官員，本籍滿洲。難廕出身的敏祿於1803年（嘉慶8年）奉旨接替錢萬逵，於台灣地區擔任台灣水師協副將。而隸屬台灣鎮之下的此官職是台灣清治時期的這階段，全台灣的海防軍事層級最高武將，其統帥三標水營，數千名水師兵勇。
| 前任： 錢萬逵 | 台灣水師協副將 1803年上任 | 繼任： 李光顯 |